# Cosimo Mele
Cosimo Mele (Carovigno, 7 marzo 1957 – Brindisi, 7 ottobre 2017) è stato un politico italiano, ex deputato dell'UDC, ex sindaco di Carovigno.
È stato al centro di uno scandalo, i cui aspetti giudiziari si sono conclusi il 26 maggio 2016, incentrato su feste erotiche con consumo di sostanze stupefacenti.
Muore il 7 ottobre 2017 in seguito ad un'ischemia cerebrale all'età di 60 anni.

## Procedimenti giudiziari
Il 5 gennaio 1999 è stato arrestato con l'accusa di aver ottenuto, mentre era vicesindaco di Carovigno, tangenti in cambio di favori nell'assegnazione di appalti pubblici e assunzioni. L'inchiesta si è conclusa per mancanza di prove e per la prescrizione 
È stato protagonista di un episodio di cronaca per aver trascorso la notte tra venerdì 27 luglio e sabato 28 luglio 2007 in una suite dell'Hotel Flora di via Veneto a Roma con una o due prostitute, una di esse poi ricoverata in ospedale per un malore, da attribuire probabilmente all'uso di cocaina e alcol.
Il 23 maggio 2016 dopo nove anni di udienze, il giudice ha deciso il non luogo a procedere per intervenuta prescrizione e assolto per altri capi d'accusa.
A seguito delle polemiche innescate dalla vicenda, Mele si è dimesso dall'UDC, suo partito di appartenenza, ma non ha reso le dimissioni da parlamentare. Non è stato ricandidato nelle elezioni politiche del 2008, né dall'UDC né da altri partiti.

## Prosecuzione dell'attività politica a livello locale
Dopo aver rinunciato a far politica a livello nazionale, è stato candidato dall'Alleanza di Centro per le elezioni provinciali del 21 e 22 giugno 2009 a Brindisi, nel collegio 7 di Carovigno (BR), ottenendo 1.290 preferenze e risultando così il terzo candidato del collegio per numero di voti di preferenza.
Si candida alle elezioni regionali in Puglia del 2010 nelle liste di Io Sud, a sostegno di Adriana Poli Bortone, senza risultare eletto.
Alle elezioni amministrative del 2013 si candida a sindaco di Carovigno, sua città natale, a capo di un gruppo di liste civiche, ottenendo al primo turno il 35,07% dei voti, accedendo al ballottaggio contro il candidato del centrodestra.
Il 10 giugno 2013, ottenendo il 53,4% dei voti al ballottaggio, risulta eletto sindaco.
Il 2 febbraio 2015 presenta le dimissioni da sindaco poi ufficializzate 23 febbraio 2015 cessando quindi dalla carica di sindaco di Carovigno.

## Reazioni e dibattito sulla droga tra i politici
La notizia dell'episodio del 27 luglio 2007 ha suscitato particolare clamore per il fatto che il deputato risulta tra i co-firmatari della proposta di legge per la pubblicità sull'uso di sostanze stupefacenti o psicotrope da parte dei parlamentari e per la sua militanza in un partito che si propone di difendere i valori cattolici e della famiglia; tale non conformità con i valori del partito è stata senza indugi confermata dal segretario Lorenzo Cesa, che ha definito la vicenda "un fatto personale ma incompatibile con i valori dell'UDC". La vicenda ha contribuito a rinfocolare il già vivo dibattito sull'uso di stupefacenti da parte dei politici italiani. Nel medesimo periodo, la stessa UDC aveva indetto una singolare iniziativa politica, regolarmente svoltasi in data 1º agosto 2007, nella quale ha invitato i parlamentari di ogni schieramento a sottoporsi spontaneamente a un test antidroga da effettuarsi su campioni di saliva.
Ha destato reazioni polemiche la proposta, sempre di Lorenzo Cesa, di istituire una specie di "indennità parlamentare contro le tentazioni" in modo che i parlamentari, spesso lontano dalla famiglia per motivi di lavoro, possano ottenere un contributo finanziario ulteriore, per fronteggiare i costi del trasferimento a Roma dell'intera famiglia. La proposta è stata definita "immorale" dal Presidente della Camera Fausto Bertinotti .